# Cavernocepheus undulatus
Cavernocepheus undulatus är en kvalsterart som beskrevs av P. Balogh 2002. Cavernocepheus undulatus ingår i släktet Cavernocepheus och familjen Tetracondylidae. Inga underarter finns listade i Catalogue of Life.